# Zetea (Harghita)
Zetea es una comuna ubicada en el distrito de Harghita, Rumania.

## Superficie
Cuenta con una superficie de 189,7 kilómetros cuadrados.

## Demografía
Hasta 2021 la población era de 5729 habitantes, con una densidad de población de 30,21 habitantes por kilómetro cuadrado.